# Sigara virginiensis
Sigara virginiensis är en insektsart som beskrevs av Hungerford 1948. Sigara virginiensis ingår i släktet Sigara och familjen buksimmare. Inga underarter finns listade i Catalogue of Life.